# J (текстовый редактор)
J — свободный текстовый редактор с открытым исходным кодом, разработанный для программистов. Распространяется под лицензией GNU General Public License.

## Совместимость
J написан на Java и работает под управлением Linux, Mac OS X, OS/2, Unix, VMS и Microsoft Windows.